# Jan Svoboda (politik ODS)
Jan Svoboda (* 27. prosince 1956 Cheb) je český politik, v letech 1998 až 2002 poslanec Poslanecké sněmovny PČR, v letech 2012 až 2016 zastupitel Karlovarského kraje, v letech 2002 až 2010 starosta Chebu, člen ODS.

## Biografie
Absolvoval gymnázium a vystudoval Lékařskou fakultu Univerzity Karlovy v Plzni. Pracoval pak v OÚNZ v Chebu jako zubní lékař. Od roku 1993 má soukromou zubní ordinaci. Je ženatý, má jednu dceru. V roce 1991 byl zakládajícím členem ODS a zastával postupně posty předsedy Místního sdružení ODS Cheb, předsedy Oblastního sdružení ODS a místopředsedy Regionálního sdružení. K roku 1998 se uvádí profesně jako zubní lékař, bytem Cheb.
Ve volbách v roce 1998 byl zvolen do poslanecké sněmovny za ODS (volební obvod Západočeský kraj). Byl členem sněmovního výboru pro sociální politiku a zdravotnictví a výboru zahraničního. V parlamentu setrval do voleb v roce 2002. V roce 1999 tisk uvedl, že Svoboda lobboval za opětovné otevření nočního podniku Cirkus Maximus v Plzni, který patří synovi jeho známého. Podnik byl uzavřen po zkušební době pro stížnosti lidí z okolí. V podniku se konaly striptýzové produkce. Svoboda svůj postup hájil tím, že šlo o obecnou obhajobu principů podpory podnikání.
V komunálních volbách roku 1994, komunálních volbách roku 1998, komunálních volbách roku 2002, komunálních volbách roku 2006 a komunálních volbách roku 2010 byl zvolen do zastupitelstva města Cheb za ODS. Profesně se uvádí k roku 2002 jako lékař, k roku 2006 a 2010 jako starosta města. Poté, co po roce 2010 přestal být starostou města, byl od 1. ledna 2012 jmenován ředitelem Západočeského divadla v Chebu. Sám má zkušenost ochotnického herce.
V krajských volbách roku 2012 byl zvolen do Zastupitelstva Karlovarského kraje za ODS. Ve volbách v roce 2016 se mu však nepodařilo mandát krajského zastupitele obhájit.